# کریوایا (شاباتس)
کریوایا (به صربی: Krivaja) یک منطقهٔ مسکونی در صربستان است که در شاباتس واقع شده‌است. کریوایا ۹۵۲ نفر جمعیت دارد.